# Wipfragrund - Stausee Heyda
Wipfragrund - Stausee Heyda este o arie protejată (arie specială de conservare — SAC, sit de importanță comunitară — SCI) din Germania întinsă pe o suprafață de 578 ha, integral pe uscat.

## Localizare
Centrul sitului Wipfragrund - Stausee Heyda este situat la coordonatele 50°43′17″N 10°56′44″E / 50.7214°N 10.9456°E.

## Înființare
Situl Wipfragrund - Stausee Heyda a fost declarat sit de importanță comunitară în septembrie 2000 pentru a proteja 15 specii de animale. Situl a fost protejat și ca arie specială de conservare în iulie 2008.

## Biodiversitate
Situată în ecoregiunea continentală, aria protejată conține 11 habitate naturale: Ape stătătoare oligotrofe până la mezotrofe, cu vegetație de Littorelletea uniflorae și/sau de Isoëto-Nanojuncetea, Lacuri eutrofice naturale cu vegetație de tip Magnopotamion sau Hydrocharition, Cursuri de apă de la nivel de câmpie la nivel montan, cu vegetație Ranunculion fluitantis și Callitricho-Batrachion, Pajiști uscate europene, Formațiuni ierboase bogate în specii de Nardus, dezvoltate pe substraturi silicioase în zone montane (și în zone submontane, în Europa continentală), Fânețe de joasă altitudine (Alopecurus pratensis, Sanguisorba officinalis), Fânețe montane, Mlaștini turboase de tranziție și turbării mișcătoare, Păduri de fag Luzulo-Fagetum, Mlaștini împădurite, Păduri aluvionare cu Alnus glutinosa și Fraxinus excelsior (Alno-Padion, Alnion incanae, Salicion albae).
La baza desemnării sitului se află mai multe specii protejate:
- păsări (12): minunița (Aegolius funereus), caprimulg (Caprimulgus europaeus), mugurar roșu (Carpodacus erythrinus), Charadrius dubius curonicus, ciocănitoare neagră (Dryocopus martius), becațină comună (Gallinago gallinago), ciuvică (Glaucidium passerinum), ciocârlie de pădure (Lullula arborea), gaia roșie (Milvus milvus), viespar (Pernis apivorus), mărăcinar (Saxicola rubetra), Tachybaptus ruficollis ruficollis
- amfibieni (1): triton cu creastă (Triturus cristatus)
- mamifere (1): liliac comun (Myotis myotis)
- pești (1): cicar (Lampetra planeri)

Pe lângă speciile protejate, pe teritoriul sitului au mai fost identificate 10 specii de plante, 6 specii de amfibieni, 7 specii de mamifere, 42 de specii de nevertebrate, 2 specii de pești, 3 specii de reptile.